# 梅里特 (加利福尼亞州)
梅里特（英語：Merritt）是位於美國加利福尼亞州優洛縣的一個非建制地區。該地的面積和人口皆未知。

## 地理
梅里特的座標為38°36′51″N 121°45′38″W / 38.61417°N 121.76056°W，而該地的平均海拔高度為17米（即56英尺）。